# Lotnicza Grupa Poszukiwawczo-Ratunkowa
Lotnicza Grupa Poszukiwawczo-Ratownicza w Bydgoszczy, która od 1999 funkcjonuje w strukturach 2. Eskadry Lotnictwa Transportowo-Łącznikowego jest jedyną tego rodzaju jednostką w kraju. Przewiduje się utworzenie drugiej grupy we Wrocławiu.
Zasadniczym przeznaczeniem LGPR jest poszukiwanie i udzielenie pomocy załogom sił NATO lub Międzynarodowych Sił Pokojowych, które awaryjnie lądowały poza lotniskiem lub zostały zestrzelone w rejonach konfliktów na terenie całej Europy.

## Wyposażenie grupy
Sprzęt wykorzystywany przez grupę w pełni spełnia standardy NATO zarówno jeżeli chodzi o awionikę jak i wyposażenie medyczne. Na sprzęt latający grupy składają się:
- samolot An-28 w wersji ratowniczej
- śmigłowiec Mi-8 RL
- śmigłowiec PZL W-3 Sokół RL

## Obsada personalna grupy
W skład kadry wchodzą: piloci, technicy-mechanicy pokładowi, ratownicy i lekarze.
Dowódca grupy - kpt. Krzysztof Szkoda 

## Wyszkolenie
Kadra LGPR, której powierza się bardzo odpowiedzialne zadania niesienia pomocy rozbitkom i ratowania życia ludzkiego, to wyszkoleni młodzi piloci oraz doświadczeni ratownicy. 
Piloci i ratownicy przeszli specjalistyczne szkolenia:
- spadochronowe
- w terenie górzystym połączone z elementami alpinistyki
- podejmowania rozbitków z morza (w Ośrodku Marynarki Wojennej RP na Oksywiu).

## Udział w ćwiczeniach
Jako jeden z nielicznych pododdziałów polskich Sił Powietrznych corocznie bierze udział w krajowych jak i międzynarodowych ćwiczeniach SAR (Search and Rescue) oraz CSAR (Combat Search and Rescue). 
LGPR brała udział w następujących ćwiczeniach: 
- Clean Hunter 2003 – (Holzdorf, Niemcy)
- Clean Hunter 2004 – 14 lipca - 17 lipca, (Fritzlar, Niemcy) – wspólne ćwiczenia CSAR sił NATO. Polskie załogi współpracowały z załogami śmigłowców czeskich (Mi-24 Hind) i amerykańskich (UH-60 Black Hawk).
- Topaz 2004 – wspólne manewry LGPR i służb cywilnych (Wojewódzki Sztab Zarządzania Kryzysowego w Bydgoszczy).
- Bielik 2005 – 12 maja - trening taktyczno-lotniczy przeprowadzony wspólnie z ekipą nurków-ratowników na Zalewie Koronowskim: zrzut tratwy ratowniczej, podnoszenie poszkodowanego z wody, z tratwy oraz holowanie tratwy do brzegu
- Cooperative Key 2005 – 23 sierpnia - 5 września, Płowdiw (Bułgaria) – wspólne ćwiczenia sił NATO, PfP oraz MD.
- ćwiczenia SAR sił powietrznych "Trójkąta Weimarskiego"
  - 2004 - Francja
  - 2005 - Bydgoszcz, Polska - przeprowadzono dwie akcje - w okolicach Drawska (symulowane zderzenie dwóch samolotów) oraz na Zalewie Koronowskim (podejmowanie z wody załogi śmigłowca). W ćwiczeniach wzięły udział Mi-8RL, W-3RL (oba LGPR), UH-1D (Lutfttransportgruppe 62, Niemcy), AS.355F Fennec (Armee de l’Air, Francja)